# Paolo Serafini da Modena
Paolo Serafini da Modena (Módena, 1349 ou 1350 — ?, ? ) foi um pintor italiano, nascido na região da Emília-Romanha, ativo entre 1371 e 1405.

## Vida e obra
Filho do pintor e escultor Serafino Serafini, Paolo nasceu no mesmo ano ou no ano seguinte ao casamento do pai. Ainda muito jovem, é documentado em San Domenico, Bolonha, trabalhando ao lado de Simone dei Crocefissi (1371). Pouco tempo depois, rumou para Barletta, onde executou os painéis ainda hoje conservados na catedral da comuna, um dos quais assinado: a Madonna della Sfida, cujo Cristo Salvador, representado no reverso, indica a função de estandarte processional.
Há, no entanto, poucos registros históricos sobre a vida de Paolo. Sabe-se ainda que pertenceu à Ordem dos Dominicanos, como atesta outra obra assinada sua, a Madona da Humildade, na Galleria Estense de Módena.
Embora pertencente à escola emiliana, Paolo trabalhou seguramente em Pistoia e Barletta, sendo, possivelmente, um artista itinerante. Suas raízes emilianas, no entanto, fazem-se presentes em toda sua obra, aproximando o pintor à "argúcia expressiva e o refinamento da pintura emiliana do entourage de Vitale da Bologna", segundo Boskovits.
Ainda que pequeno, o corpus de obras do artista foi bastante ampliado na década de 1970, pelo historiador Boskovits, que, às duas obras assinadas, acrescentou outras cinco, dentre as quais a Adoração dos Reis Magos, no MASP.